# Герб Молетая
Герб Молетая (лит. Molėtų herbas) — геральдический атрибут города Молетай и Молетского районного самоуправления, Литва. Впервые принят в 1970 году, современный вариант — 27 июня 1997 года.

## Описание и символика
В серебряном поле в столб три летящие вверх лазурные чайки, в червлёной главе золотой ключ.
Ключ символизирует, что в первом упоминании в 1387 году Молетай назван ключом (на литовском языке raktas означает и ключ, и особую административную единицу — деревню с поместьем, которое является центром окружающих усадеб). Чайки символизируют красоту этого края озёр.
Автор эталона Моника Йонайтене (Урманавичюте).

## История

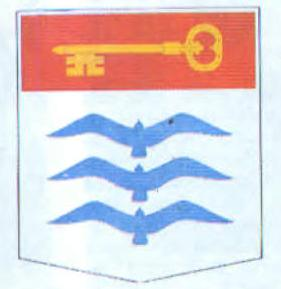
Герб 1970 года

В 1970 году был создан герб. Автором идеи герба был искусствовед Стасис Пинк, по предложению которого в гербе был использован ключ, так как город с давних времён был старым административным центром. Чайки символизируют курортную красоту края, любимые места отдыха жителей Вильнюса. Художником герба была М. Йонайтене (Урманивичюте). В том же году герб был упразднён. Описание герба: «Герб имеет форму пятиугольного щита. Во главе в красном поле золотой ключ, ниже в серебряном поле 3 голубые стилизованные волны. Ключ — символ открытых дверей друзьям, волны символизируют обилие озёр».
Современный герб города, основой которого послужил герб 1970 года, утверждён Декретом президента Литвы (#1333) от 27 июня 1997 года.